# 埼玉県の資格者配置路線
埼玉県の資格者配置路線（さいたまけんのしかくしゃはいちろせん）とは、交通誘導警備業務に関し、道路又は交通の状況により、埼玉県公安委員会が道路における危険を防止するため必要と認める路線である。当該路線で交通誘導警備業務を実施するにあたっては、交通誘導警備業務を実施する場所ごとに、交通誘導警備業務1級検定又は2級検定の合格証明書の交付を受けた警備員を1名以上配置しなければならない。

## 告示・施行
- 2007年7月13日：告示 埼玉県公安委員会平成8年告示第294号
- 2008年1月15日：施行
- 2017年1月1日：改正　埼玉県公安委員会平成27年告示第111号
- 2020年7月31日：告示　埼玉県公安委員会令和2年告示第130号
- 2021年3月1日：施行

## 路線一覧
|    | 路線名                           |                   |    | 路線名                                 |                   |
| -- | -------------------------------- | ----------------- | -- | -------------------------------------- | ----------------- |
| 1  | 国道4号                          |                   | 37 | 県道越谷流山線（県道52号）             |                   |
| 2  | 国道16号                         |                   | 38 | 県道松戸草加線（県道54号）             |                   |
| 3  | 国道17号                         |                   | 39 | 県道さいたまふじみ野所沢線（県道56号） |                   |
| 4  | 国道122号                        |                   | 40 | 県道深谷寄居線（県道62号）             | 令和3年3月1日追加 |
| 5  | 国道125号                        |                   | 41 | 県道さいたま幸手線（県道65号）         |                   |
| 6  | 国道140号                        |                   | 42 | 県道行田東松山線（県道66号）           |                   |
| 7  | 国道254号                        |                   | 43 | 県道葛飾吉川松伏線（県道67号）         |                   |
| 8  | 国道298号                        |                   | 44 | 県道練馬川口線（県道68号）             |                   |
| 9  | 国道299号                        |                   | 45 | 県道春日部菖蒲線（県道78号）           | 令和3年3月1日追加 |
| 10 | 国道354号                        | 令和3年3月1日追加 | 46 | 県道野田岩槻線（県道80号）             |                   |
| 11 | 国道407号                        |                   | 47 | 県道平方東京線（県道102号）            |                   |
| 12 | 国道462号                        |                   | 48 | 県道新座和光線（県道109号）            |                   |
| 13 | 国道463号                        |                   | 49 | 県道蕨桜町線（県道111号）              |                   |
| 14 | 県道さいたま川口線（県道1号）    |                   | 50 | 県道川越新座線（県道113号）            |                   |
| 15 | 県道さいたま春日部線（県道2号）  |                   | 51 | 県道川越越生線（県道114号）            |                   |
| 16 | 県道さいたま栗橋線（県道3号）    |                   | 52 | 県道越谷八潮線（県道115号）            |                   |
| 17 | 県道さいたま菖蒲線（県道5号）    |                   | 53 | 県道八潮三郷線（県道116号）            |                   |
| 18 | 県道川越所沢線（県道6号）        |                   | 54 | 県道所沢堀兼狭山線（県道126号）        |                   |
| 19 | 県道春日部松伏線（県道10号）     |                   | 55 | 県道六万部久喜停車場線（県道146号）    | 令和3年3月1日追加 |
| 20 | 県道熊谷小川秩父線（県道11号）   |                   | 56 | 県道幸手久喜線（県道153号）            | 令和3年3月1日追加 |
| 21 | 県道川越栗橋線（県道12号）       |                   | 57 | 県道鴻巣桶川さいたま線（県道164号）    |                   |
| 22 | 県道川越日高線（県道15号）       |                   | 58 | 県道ときがわ熊谷線（県道173号）        | 令和3年3月1日追加 |
| 23 | 県道東松山鴻巣線（県道27号）     |                   | 59 | 県道所沢青梅線（県道179号）            |                   |
| 24 | 県道草加流山線（県道29号）       |                   | 60 | 県道富岡入間線（県道195号）            | 令和3年3月1日追加 |
| 25 | 県道飯能寄居線（県道30号）       |                   | 61 | 県道曲本さいたま線（県道213号）        | 令和3年3月1日追加 |
| 26 | 県道さいたま草加線（県道34号）   |                   | 62 | 県道新方須加さいたま線（県道214号）    | 令和3年3月1日追加 |
| 27 | 県道川口上尾線（県道35号）       |                   | 63 | 県道足立川口線（県道239号）            | 令和3年3月1日追加 |
| 28 | 県道保谷志木線（県道36号）       | 令和3年3月1日追加 | 64 | 県道冑山熊谷線（県道257号）            | 令和3年3月1日追加 |
| 29 | 県道加須鴻巣線（県道38号）       | 令和3年3月1日追加 | 65 | 県道笠幡狭山線（県道261号）            | 令和3年3月1日追加 |
| 30 | 県道川越坂戸毛呂山線（県道39号） |                   | 66 | 県道ふじみ野朝霞線（県道266号）        | 令和3年3月1日追加 |
| 31 | 県道さいたま東村山線（県道40号） |                   | 67 | 県道蓮田鴻巣線（県道311号）            |                   |
| 32 | 県道加須北川辺線（県道46号）     |                   | 68 | 県道上尾環状線（県道323号）            |                   |
| 33 | 県道深谷東松山線（県道47号）     |                   | 69 | 県道蒲生岩槻線（県道324号）            | 令和3年3月1日追加 |
| 34 | 県道足立越谷線（県道49号）       |                   | 70 | 県道川藤野田線（県道326号）            | 令和3年3月1日追加 |
| 35 | 県道所沢狭山線（県道50号）       |                   | 71 | 県道三芳富士見線（県道334号）          | 令和3年3月1日追加 |
| 36 | 県道川越上尾線（県道51号）       |                   | 72 | 県道上笹塚谷口線（県道376号）          |                   |

※以下路線は、平成3年2月28日を以て資格者配置指定路線から外れます。
県道越谷野田線（県道19号）　県道藤岡本庄線（県道23号）　県道東松山桶川線（県道33号）　県道松伏春日部関宿線（県道42号）
県道台東川口線（県道58号）　県道春日部久喜線（県道85号）　県道加須幸手線（県道152号）　県道川越北環状線（県道160号）
県道越谷川口線（県道161号）　県道松戸三郷線（県道295号）　県道美土里町新堀線（県道357号）　県道堀兼根岸線（県道397号）